# 超アクチノイド元素
超アクチノイド元素（ちょうアクチノイドげんそ）は、次の二つの意味で用いられる。
1. (transactinide) アクチノイドの最後に当たるローレンシウム（原子番号103）より原子番号の大きい元素の総称である。超重元素ともいう。これまでに104番から118番が発見され、IUPACで承認されている。
2. (superactinide) 周期表（拡張周期表）で、アクチノイドの下に配置される元素群の名称。原子番号121のウンビウニウムから153のウンペントトリウムまでが相当する。未だ一つも発見されていない。

区別のため、本記事中では 1.の意味には「超重元素」を用い、単に「超アクチノイド」といったときは 2.を意味するものとする。このような使い分けは一般的に為されているわけではなく、あくまで本記事における便宜的なものである。

## 超重元素の合成法と特徴
超重元素はすべて天然には存在しないため、2種類の方法で合成される。1つは、金属原子に別の金属原子をイオンビームにして衝突させるもので、｢冷たい核融合反応｣と呼ばれる。もう一つは、アクチノイド元素に、イオンビームにした軽元素原子を衝突させるもので、｢熱い核融合反応｣と呼ばれる。ここで言う｢熱い｣｢冷たい｣とは、衝突によって生じる新元素の励起エネルギーの量を表すものである。共に、まず二つの原子が衝突して励起された複合核を生じ、これがすぐに中性子(n)を放出して超重核種ができる。
たとえば、原子番号(Z)104番のラザホージウム(Rf)を合成するには、カリホルニウム(98Cf)に原子番号6の炭素(6C)をイオンビームにして衝突させる。この核反応は、
249Cf+12C→(261Rf*)→257Rf+4n
または簡略化して
249Cf(12C,4n)257Rf
と表される。ここでは、261Rf*が複合核であり、257Rfが4個の中性子を放出してできた超重核種である。
超重元素は全て放射性元素であり、半減期が数マイクロ秒から数秒程度の非常に短命な核種が多い。そのため、同定・確認に時間がかかり、詳しい化学的性質はあまりわかっていない。ただしドブニウム268のように数時間程度の半減期を持つ核種も一部あり、また原子番号114付近には安定の島と呼ばれる長寿命の核種の存在が予想されている。
なお、超重元素では中心にある原子核の正電荷に比例して周りの電子との相互作用が非常に強くなる。それに従い、内殻電子の速度は光速に近づき、相対論効果で質量が重くなるためにその軌道半径は収縮する（直接的な相対論効果）。一方、外殻電子の軌道半径は、内殻軌道の収縮により原子核の正電荷が遮蔽されるため逆に大きくなる（間接的な相対論効果）。これらの現象は原子番号に比例して大きくなるため、化学結合に関与する原子価電子が大きく変化し、超重元素は周期表上の同属元素とは異なった化学的性質を持つ事が予想されている。

### 単一原子化学による分析
上記の理由のため、いくら核反応を続けても超重元素の生成率は1分から1日の間にやっと数原子が得られるだけである。したがって、研究者たちが一度に取り扱えるのは事実上わずか1原子であり、これをすばやく運搬・分離分析して化学的性質を決定しなければならない。このような研究を｢単一原子化学｣といい、多数実験を行うことによって統計的に分配係数を決定するため、クロマトグラフィーが用いられている。単一原子化学では、マクロ量で扱われる熱力学的平衡論（質量作用の法則）が適用できないため、単一粒子を仮定した熱力学的関数を導入することにより質量作用の法則と等価の解釈を行う。

## ウンビウノイド（アクチノイドの下）
第8周期においてランタノイド、アクチノイドに相当する位置には、原子番号121ウンビウニウムから153ウンペントトリウムまでの33元素が入る。これらをウンビウノイド(superactinide)と呼ぶ。全てのウンビウノイドは超重元素でもある。2024年現在、全てのウンビウノイドは未発見である。
原子番号121のウンビウニウムから138ウントリオクチウムまでの18元素は周期表に初めて登場するGブロック元素であり、5g軌道に電子が充填されていくと考えられる。また、原子番号139ウントリエンニウムから153ウンペントトリウムまでの15元素はランタノイド、アクチノイドの同族に当たるFブロック元素であり、6f軌道に電子が充填されていくと考えられる。5g軌道、6f軌道とも内殻に当たるため、ウンビウノイドの化学的性質は似通っていると予想される。
エカアクチノイド(eka-actinide)と呼ばれることもあるが、Fブロックの部分のみを指して使われることもあり、曖昧さのある用語である。未発見の元素群であることもあり、用語や日本語訳はあまり固まっていない。